# بلیدنس سوپرستارز

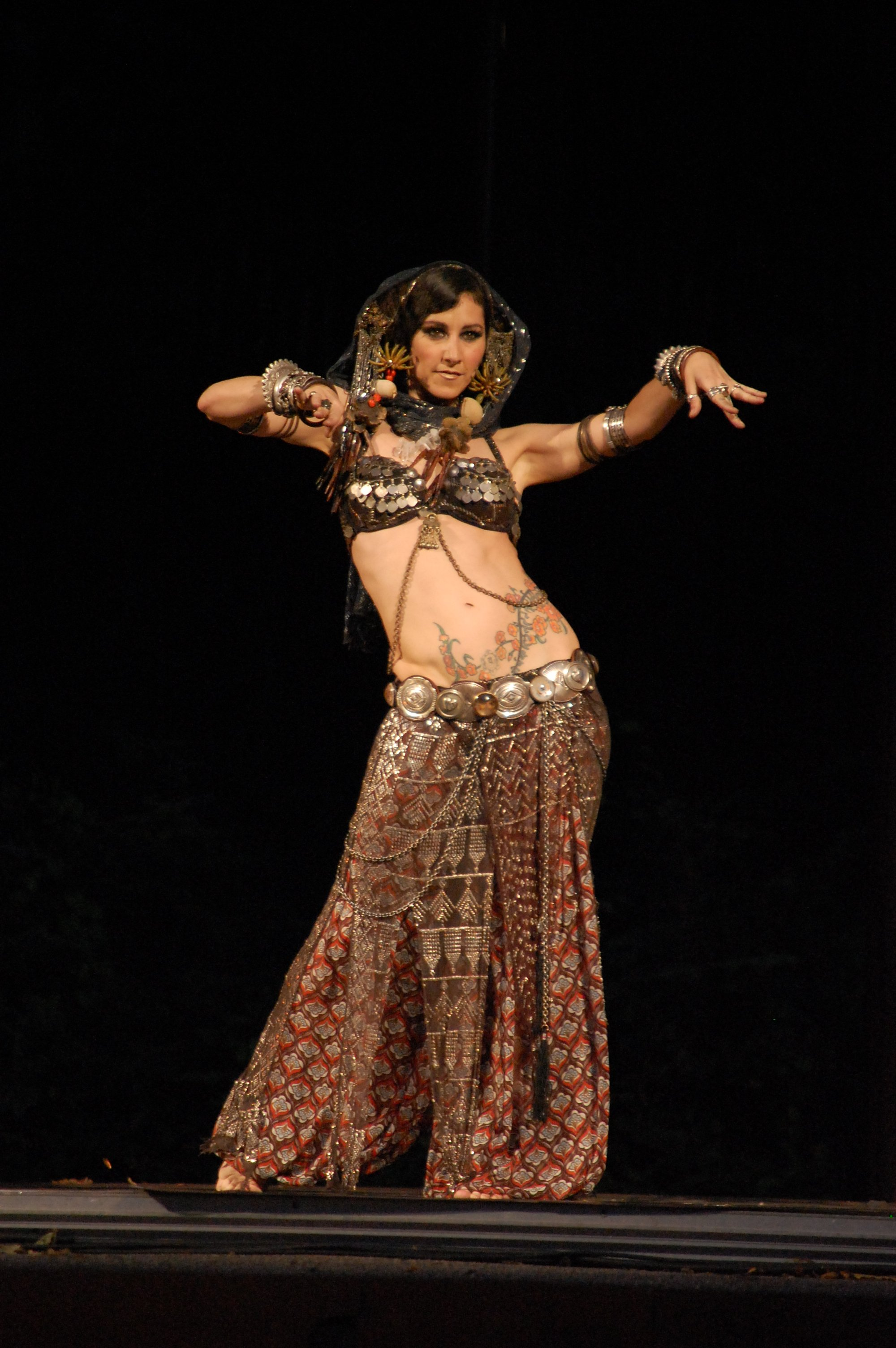
بلیدنس سوپرستارز

بلیدنس سوپرستارز (به انگلیسی: Bellydance Superstars) یک گروه رقص عربی آمریکایی است که در سال ۲۰۰۲ به وسیلهٔ تهیه کننده و مدیر آن مایلز کوپلند شکل گرفت و در نخستین شش سال فعالیت خود ۷۰۰ نمایش در ۲۲ کشور انجام داد.
در طول مدتی که از تشکیل آن گذشته اعضای گروه به گونهٔ فزاینده‌ای گوناگون و متنوع بوده است. فهرست نمایش‌های این گروه شامل عناصر گوناگونی از سبک‌های رقص عربی شامل مصری، چیفتتلی، قبیله‌ای آمریکایی و قبیله‌ای آمیخته بوده است. این گروه بیشتر در آمریکای شمالی، اروپا و آسیا برنامه اجرا می‌کند.